# Kentaro Sawada
Kentaro Sawada (沢田 謙太郎, Sawada Kentaro, Kamakura, 15 mei 1970) is een Japans voormalig voetballer die als middenvelder speelde.

## Carrière
Kentaro Sawada speelde tussen 1993 en 2003 voor Kashiwa Reysol en Sanfrecce Hiroshima.

## Japans voetbalelftal
Kentaro Sawada debuteerde in 1995 in het Japans nationaal elftal en speelde 4 interlands.

## Statistieken
| Japans voetbalelftal | Japans voetbalelftal | Japans voetbalelftal |
| Jaar                 | Wed.                 | Dlp.                 |
| -------------------- | -------------------- | -------------------- |
| 1995                 | 2                    | 0                    |
| 1996                 | 2                    | 0                    |
| Totaal               | 4                    | 0                    |